# Lindøya
Lindøya ist eine kleine Insel im inneren Oslofjord, ca. 3 km entfernt vom Stadtzentrum. Sie ist etwa 41 Hektar groß und seit den 1920er Jahren mit mittlerweile knapp 300 Sommerhäusern bebaut. Im Nordosten der Insel befinden sich ein etwa 10 Hektar großes Naturschutzgebiet, das „Lindøya Naturreservat“, in dem sich zahlreiche geschützte und seltene Pflanzenarten erhalten haben. 
Über eine Fährverbindung ist die Insel, die für den motorisierten Individualverkehr vollständig gesperrt ist, mit dem Stadtzentrum von Oslo verbunden.
Im Sommer 1920 wurden auf der Insel Vorbereitungen für den Bau einer Anlegestelle für Wasserflugzeuge getroffen. Auch führte die damalige Fluggesellschaft Norsk Luftfartrederi, eine Vorläuferin der Det Norske Luftfartselskap, von hier im selben Jahr erste Linienflüge nach Stavanger, Haugesund und  Bergen. Der Flugbetrieb wurde jedoch hier nach nur vier Monaten wieder eingestellt und auf die benachbarte Insel Gressholmen verlagert, wo wenig später der erste norwegische Wasserflughafen eröffnet wurde.